# Campillo de Deleitosa (kommunhuvudort)
Campillo de Deleitosa är en kommunhuvudort i Spanien.   Den ligger i provinsen Provincia de Cáceres och regionen Extremadura, i den centrala delen av landet, 180 km sydväst om huvudstaden Madrid. Campillo de Deleitosa ligger 501 meter över havet och antalet invånare är 124.
Terrängen runt Campillo de Deleitosa är lite kuperad, och sluttar norrut. Runt Campillo de Deleitosa är det mycket glesbefolkat, med 6 invånare per kvadratkilometer. Närmaste större samhälle är Deleitosa, 9,0 km sydväst om Campillo de Deleitosa. Omgivningarna runt Campillo de Deleitosa är huvudsakligen savann.